# Kazimierz Kord
Kazimierz Kord (ur. 18 listopada 1930 w Pogórzu, zm. 29 kwietnia 2021 w Ottersweier) – polski dyrygent, wieloletni dyrektor naczelny i artystyczny Filharmonii Narodowej w Warszawie. Współpracował z czołowymi orkiestrami i teatrami muzycznymi na świecie. Był jednym z najwybitniejszych polskich dyrygentów.

## Życiorys
W 1949 ukończył Liceum Muzyczne w Katowicach w klasie fortepianu, w 1949–1955 studiował grę na fortepianie u Władimira Nilsena w Konserwatorium w Leningradzie, a w 1956–1960 dyrygenturę pod kierunkiem Artura Malawskiego i Witolda Krzemieńskiego w Państwowej Wyższej Szkole Muzycznej w Krakowie.
W latach 1960–1962 był chórmistrzem i dyrygentem w Operze Warszawskiej. W latach 1962–1969 był dyrektorem i kierownikiem artystycznym Teatru Muzycznego w Krakowie (przygotował ok. 30 premier), natomiast w 1969–1973 Wielkiej Orkiestry Symfonicznej Polskiego Radia i Telewizji w Katowicach. Od 1977 do 2001 kierował Filharmonią Narodową w Warszawie, z którą odbył wiele tournées po Europie, USA, Australii oraz Chinach i Japonii. Występował z wieloma orkiestrami oraz realizował spektakle w teatrach operowych, m.in. w Metropolitan Opera w Nowym Jorku i Covent Garden w Londynie. W 1980–1986 prowadził równocześnie orkiestrę symfoniczną w Baden-Baden.
W 1980 roku był przewodniczącym jury podczas X Międzynarodowego Konkursu Pianistycznego im. Fryderyka Chopina. W kilku filmach fabularnych wcielił się w rolę dyrygenta, m.in. w 1997 roku zagrał jedną z głównych ról w filmie telewizyjnym Krzysztofa Zanussiego pt. Dusza śpiewa.
Dokonał licznych nagrań radiowych i płytowych. 18 lipca 2005 r. mianowany został dyrektorem muzycznym Teatru Wielkiego – Opery Narodowej, a z dniem 1 lutego 2006 r. p.o. dyrektora naczelnego. W czerwcu 2006 r. ustąpił z obu tych stanowisk.
Zmarł 29 kwietnia 2021 roku w wieku 90 lat w Ottersweier, pochowany na cmentarzu w Krzeszowicach.

## Odznaczenia i nagrody
- Złota Odznaka „Za Pracę Społeczną dla miasta Krakowa” (1969)[7]
- Krzyż Kawalerski Orderu Odrodzenia Polski (1974)[8]
- Dyplom Ministra Spraw Zagranicznych PRL (1976)[9]
- Dyplom honorowy Związku Kompozytorów ZSRR (1979)[10]
- Złoty Medal „Zasłużony Kulturze Gloria Artis” (2005)[11]
- Doroczna Nagroda Ministra Kultury i Dziedzictwa Narodowego za całokształt twórczości (2020)[12]

## Publikacje
- Epizody (autobiografia), PWM Kraków 2018.